# Pyxine microspora
Pyxine microspora är en lavart som beskrevs av Vain. Pyxine microspora ingår i släktet Pyxine och familjen Physciaceae.   Inga underarter finns listade i Catalogue of Life.